# Jārī Kolā
Jārī Kolā (persiska: جالی كُلا, Jālī Kolā, جاری كلا) är en ort i Iran.   Den ligger i provinsen Mazandaran, i den norra delen av landet, 140 km nordost om huvudstaden Teheran. Antalet invånare är 311.
Terrängen runt Jārī Kolā är platt, och sluttar norrut. Runt Jārī Kolā är det tätbefolkat, med 286 invånare per kvadratkilometer. Närmaste större samhälle är Babol, 13,9 km öster om Jārī Kolā. Trakten runt Jārī Kolā består till största delen av jordbruksmark.